# 马文禄
马文禄（？—1873年12月13日），本名马四，又名马忠良，甘肃河州（今甘肃省临夏市）人，一说肃州（今酒泉市）人，清朝末年回乱领袖。
马文禄原在甘州（今张掖市）提督索文部下，充清军镇标都司，为嘉峪关外赤金地猎户长。参加马文义领导的西宁回民反清运动。同治四年（1865年）春，率部占领肃州。后渭南、金积堡、河州、西宁各部回民军相继失败，余部聚集肃州。他自称兵马大元帅，肃州成为甘肃回民军的最后基地。同治十一年（1872年），左宗棠派徐占彪围攻肃州，同治十二年（1873年），左宗棠至肃州，指挥六十余营清军围攻，他在肃州南关激战。回民军弹尽粮绝，他率部缴械投降，被杀。